# Puya hofstenii
Puya hofstenii är en gräsväxtart som beskrevs av Carl Christian Mez. Puya hofstenii ingår i släktet Puya och familjen Bromeliaceae. Inga underarter finns listade i Catalogue of Life.

## Bildgalleri

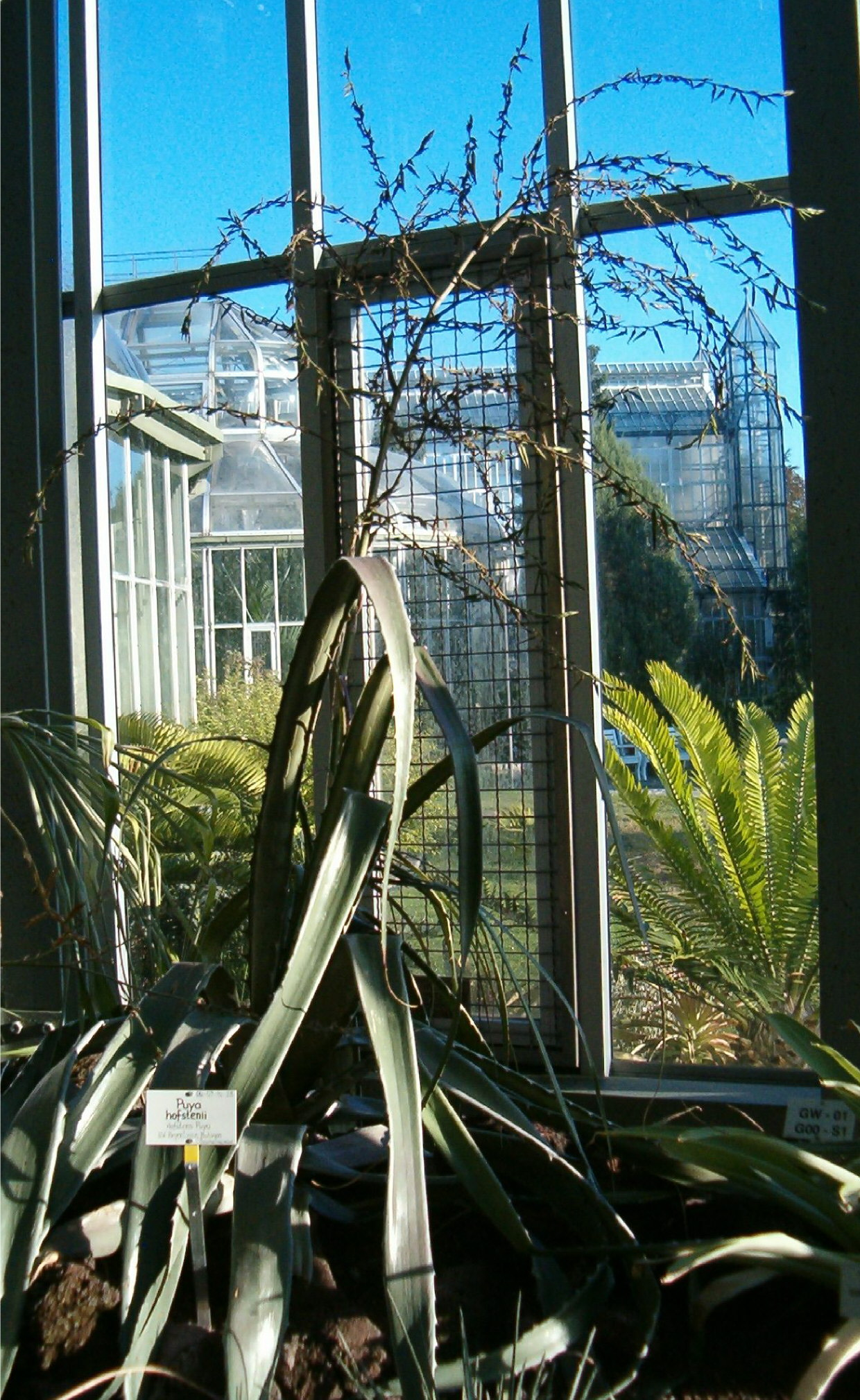
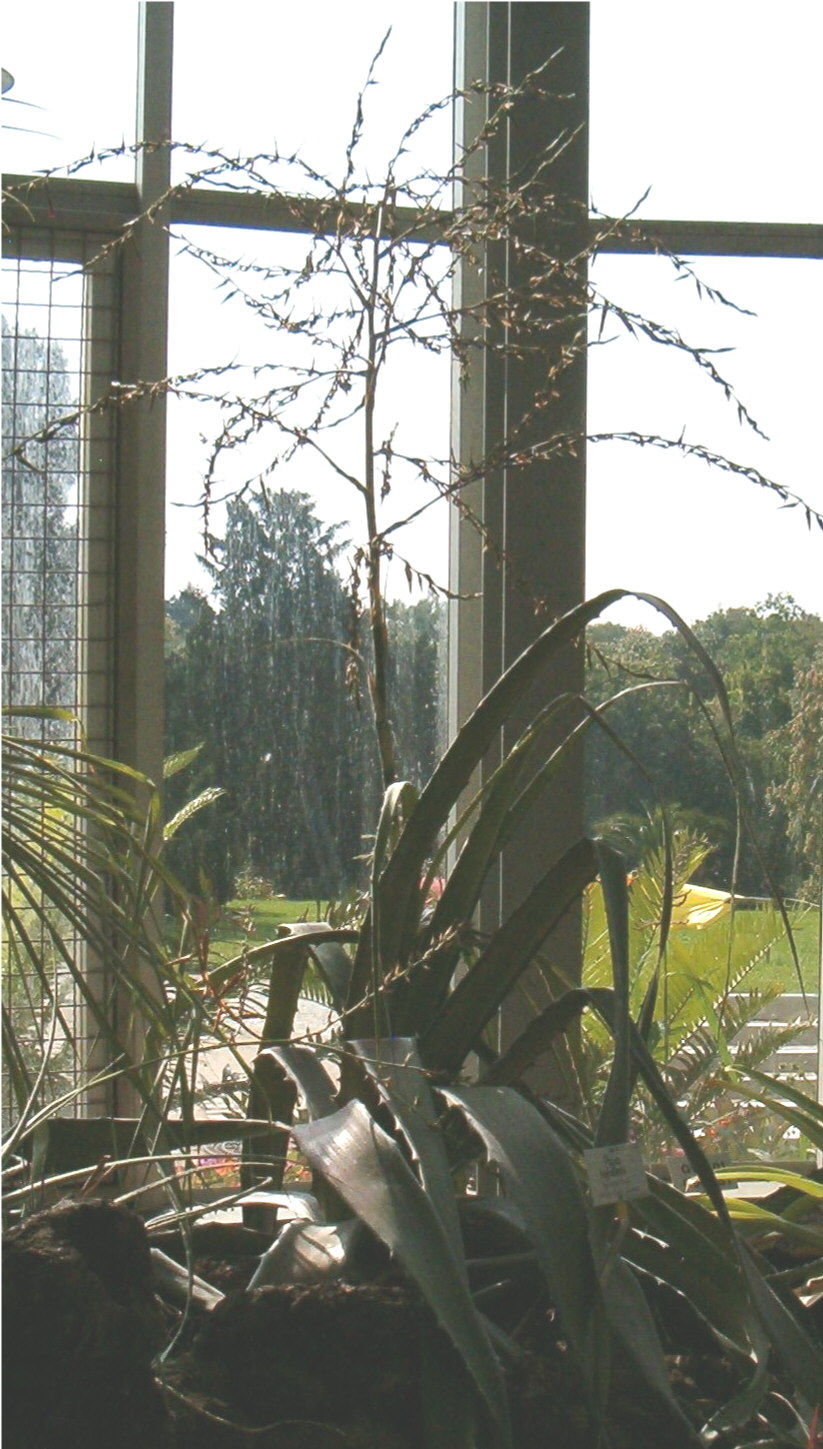